# Renato Ziggiotti
Renato Ziggiotti (ur. 9 października 1892, zm. 19 kwietnia 1983) – ksiądz salezjanin, piąty generał zakonu salezjanów.